# Vuong-Test
Der Vuong-Test ist ein statistischer Test zur Modellselektion, der auf dem Bayesschen Informationskriterium basiert. Er ist nach dem Mathematiker Quang H. Vuong benannt, der den Test im Jahr 1989 vorschlug.

## Theoretische Verfahrensweise
Der Vuong-Test testet die Nullhypothese, dass zwei Modelle – egal ob diese hierarchisch, nicht-hierarchisch oder überlappend sind – gleich nahe an der wahren Verteilung liegen gegen die Gegenhypothese, dass ein Modell näher daran liegt. Er trifft aber keine Aussage, dass das bessere Modell auch wirklich das wahre Modell ist. Unter der Annahme nicht-hierarchischer sowie identisch und unabhängig verteilter erklärender Variablen wird Modell 1 (bzw. Modell 2) auf dem Signifikanzniveau {\displaystyle \alpha } bevorzugt, wenn die Testgröße 
{\displaystyle Z={\frac {LR_{N}(\beta _{ML,1},\beta _{ML,2})}{{\sqrt {N}}\omega _{N}}}}
mit 
{\displaystyle {LR_{N}(\beta _{ML,1},\beta _{ML,2})}=L_{N}^{1}-L_{N}^{2}-{\frac {K_{1}-K_{2}}{2}}\log N}
das (negative) {\displaystyle (1-\alpha )}-Quantil der Standardnormalverteilung überschreitet (bzw. unterschreitet). Die Zählergröße ist die analog zum Bayesschen Informationskriterium um die Zahl der Koeffizienten korrigierte Differenz der maximalen Log-Likelihoods der beiden Modellschätzungen, die Nennergröße {\displaystyle {\sqrt {N}}\omega _{N}} entspricht der Summe der Quadrate von
{\displaystyle \ell _{i}=\log {\frac {f_{1}(y_{1}|x_{i},\beta _{ML,1})}{f_{2}(y_{1}|x_{i},\beta _{ML,2})}}}.
Bei hierarchischen und überlappenden Modellen wird die Teststatistik
{\displaystyle 2LR_{N}(\beta _{ML,1},\beta _{ML,2})}
mit entsprechenden kritischen Größen aus einer gewichteten Summe von Chi-Quadrat-Verteilungen verglichen. Diese kann mittels einer Gammaverteilung approximiert werden:
{\displaystyle M_{m}(.,\mathbf {\lambda } )\sim \Gamma (b,p)}
mit
{\displaystyle \mathbf {\lambda } =(\lambda _{1},\lambda _{2},\dotsc ,\lambda _{m})}, {\displaystyle m=K_{1}+K_{2}}, {\displaystyle b={\frac {1}{2}}{\frac {\sum \lambda _{i}}{\sum \lambda _{i}^{2}}}}   und   {\displaystyle p={\frac {1}{2}}{\frac {{(\sum \lambda _{i})}^{2}}{\sum \lambda _{i}^{2}}}}.
Hierbei ist {\displaystyle \mathbf {\lambda } } der Vektor der Eigenwerte einer Matrix bedingter Erwartungswerte. Dessen Herleitung ist jedoch recht schwierig, so dass Aussagen im überlappenden Fall meist nur aufgrund subjektiv ausreichend großer Werte getroffen werden.